# Hermarchus
A Hermarchus a rovarok (Insecta) osztályának a botsáskák (Phasmatodea) rendjéhez, ezen belül a valódi botsáskák (Phasmatidae) családjához tartozó nem.

## Tudnivalók
A Hermarchus botsáska nembe 14 faj tartozik. E rovarok nőstényeinek hossza – fajtól függően – 20–24 centiméter között van. A nem fajai megtalálhatók Pápua Új-Guineában, a Fidzsi-szigeteken, Ausztráliában, a Fülöp-szigeteken és Új-Kaledóniában. A hímeknek vannak szárnyaik, míg a nagyobb nőstények szárnyatlanok. A Harmarchus-fajok eukaliptusz (Eucalyptus), Psidium, szeder (Rubus) és akácia (Acacia) levelekkel táplálkoznak.

## Rendszerezés
A nembe az alábbi fajok tartoznak:
- Hermarchus annulatus
- Hermarchus apollonius
- Hermarchus biroi
- Hermarchus differens
- Hermarchus godeffroyi
- Hermarchus inermis
- Hermarchus leytensis
- Hermarchus lyratus
- Hermarchus mülleri
- Hermarchus novaebritanniae
- Hermarchus oreitrephes
- Hermarchus polynesicus
- Hermarchus pythonius
- Hermarchus virga

### Fordítás
Ez a szócikk részben vagy egészben  a   Hermarchus (genus) című angol Wikipédia-szócikk fordításán alapul.  Az eredeti cikk szerkesztőit annak laptörténete sorolja fel. Ez a jelzés csupán a megfogalmazás eredetét és a szerzői jogokat jelzi, nem szolgál a cikkben szereplő információk forrásmegjelöléseként.